# Keriya

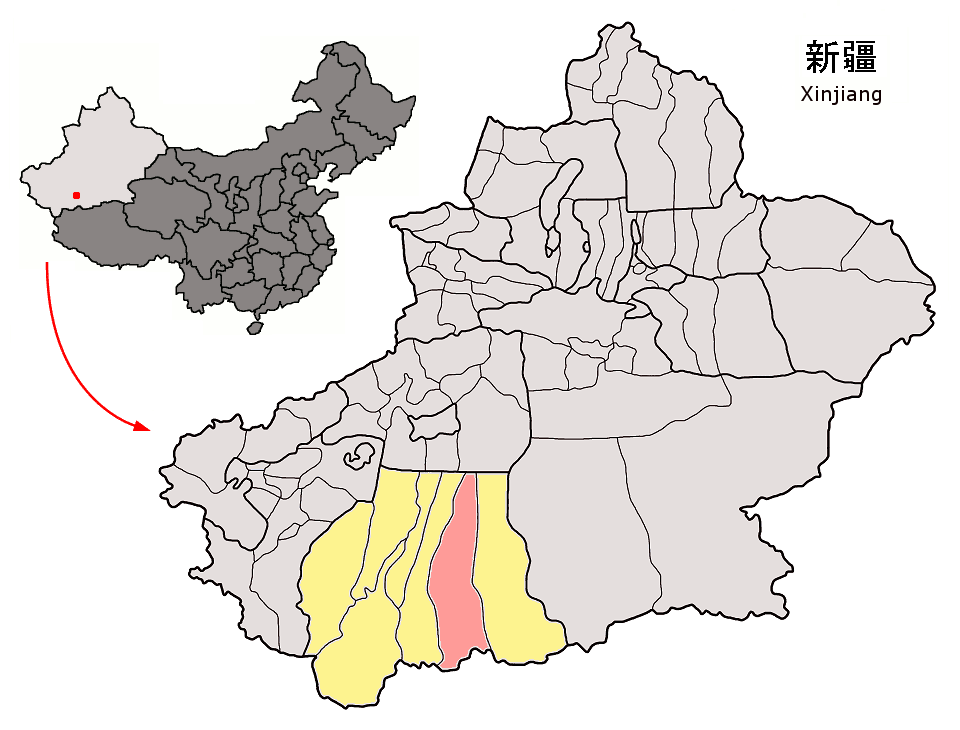
Lage des Kreises Keriya (rosa) im Regierungsbezirk Hotan (gelb) in Xinjiang

Keriya (chinesisch 于田县, Pinyin Yútián Xiàn, uigurisch كېرىيە ناھىيىسى, Keriyə Naⱨiyisi) ist ein Kreis des Regierungsbezirks Hotan im Süden des Uigurischen Autonomen Gebiets Xinjiang im Nordwesten der Volksrepublik China. Er hat eine Fläche von 39.095 km² und zählt 249.899 Einwohner (Stand: Zensus 2010). Sein Hauptort ist die Großgemeinde Keriya.
Die Ruinenstadt Yuansha (Yuansha gucheng) aus der Zeit der Westlichen Han-Dynastie steht seit 2001 auf der Liste der Denkmäler der Volksrepublik China (5-130).